# Томислав Петковић (лекар)
Др Томислав Петковић (Кумарево, 1935) српски је лекар, орл специјалиста који је показао изузетан допринос у развоју медицинске службе и науке уопште.

## Биографија
др Томислав Петковић је рођен је у Кумареву 1935. године. Основну школу завршио је у Манојловцу, а гимназију у Лесковцу 1955. године. У тој години уписао је Медицински факултет који је завршио 1962. у Београду. После обављеног лекарског стажа и одслужења војног рока запослио се у Дому здравља у Лесковцу на радно место лекара опште праксе у Здравственој станици у Манојловцу, где је радио 1963. и 1964. године, после др Танића. Радио је и у Здравственој станици број 1 и 2 једну до две године. На одељење за ухо, нос и грло дошао је 1969. године, а специјалистички испит из оториноларингологије завршио децембра 1974. године у Београду.
У току свог рада био је шеф ОРЛ одељења, начелник ОРЛ службе, директор ООУР хируршких делатности Медицинског центра у Лесковцу у 1982. и 1983. години и директор Болнице Здравственог центра од 1989. до 6. децембра 1991. године.
Сем ових функција као активан друштвени радник био је председнк Радничког савета Медицинског центра 1977.979. године. Одборник и потпреседник Већа удруженог рада СО Лесковац и у више наврата одборник Скупштине. Био је члан Савета за народну одбрану СО Лесковац. Члан Одбора за здравствену и социјалну заштиту Републичког Већа Савеза Синдиката.
У току четврогодишњег мандата био је председник ФК „Дубочица", председник стручног Савета клуба и спортски лекар више од 10 година.
Активност је изказивао и у СЛД у подружници и у секцији. Био је члан Председништва Подружнице СЛД у Лесковцу. Организатор више стручних састанака у заједници са ОРЛ секцијом. Добитник је Ордена рада са сребрним венцем, Златне значке Народне одбране Републике Србије и већи број Повеља, Плакета, Диплома и Захваиница. Као директор болнице извршио је иновирање већег броја одељења, лабораторије, тарнсфузије, хирургије, интерног одељења, спровео улагање у развоју здравства и служби. Увео дежурства у службама које нису имале тај вид рада. Повећао обим рада и стручни ниво. Повећао личне дохотке. Купљен је бронхоскоп за грудно одељење и извршена едукација кадрова.
Сем рада у Здравственој станици у Манојловцу др Тома је радио као први специјалиста у Здравственој станици Фабрике вунених тканина у Вучју од 1975 године до пензионисања и то два пута недељно. Са отварањем Дома здравља Вучју наставио је свој рад као специјалиста. Радио је као специјалиста и у Дому здравља у Лебану и Доњем Брестовцу..